# Bosque de la República
El Bosque de la República es un parque histórico y monumento nacional (Ley 163 del 30/12/1959) ubicado en el Centro histórico de la ciudad de Tunja, en Colombia. 
En sus alrededores se encuentra el Paredón de los Mártires, donde fueron fusilados en 1816 Juan Nepomuceno Niño, Vicepresidente y Gobernador de la Provincia de Tunja en 1812, y José Cayetano Vásquez, comandante de armas y Gobernador en 1813. 
Actualmente se encuentra la inscripción "Eternamente vive quien muere por la patria". El muro en adobe es protegido de la humedad por medio de una pared de cristal.
Otro de los monumentos característicos se trata de la Columna a los mártires, pieza en mármol de 5 niveles que fue construida en honor de la gesta independentista que se encuentra en la Plazoleta San Laureano.

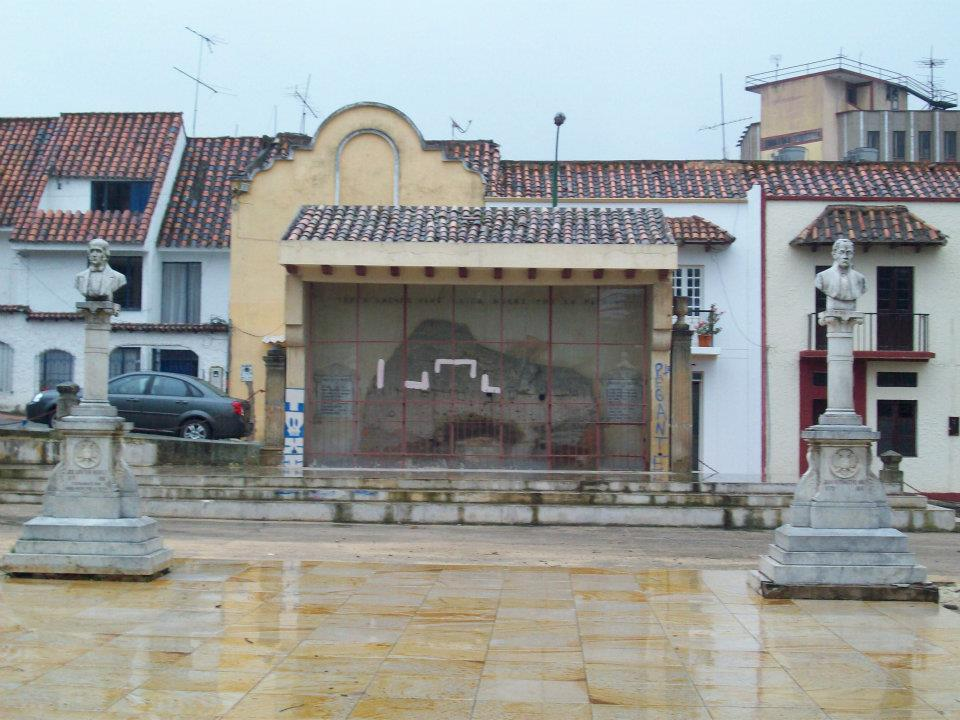
El Paredón de los Mártires
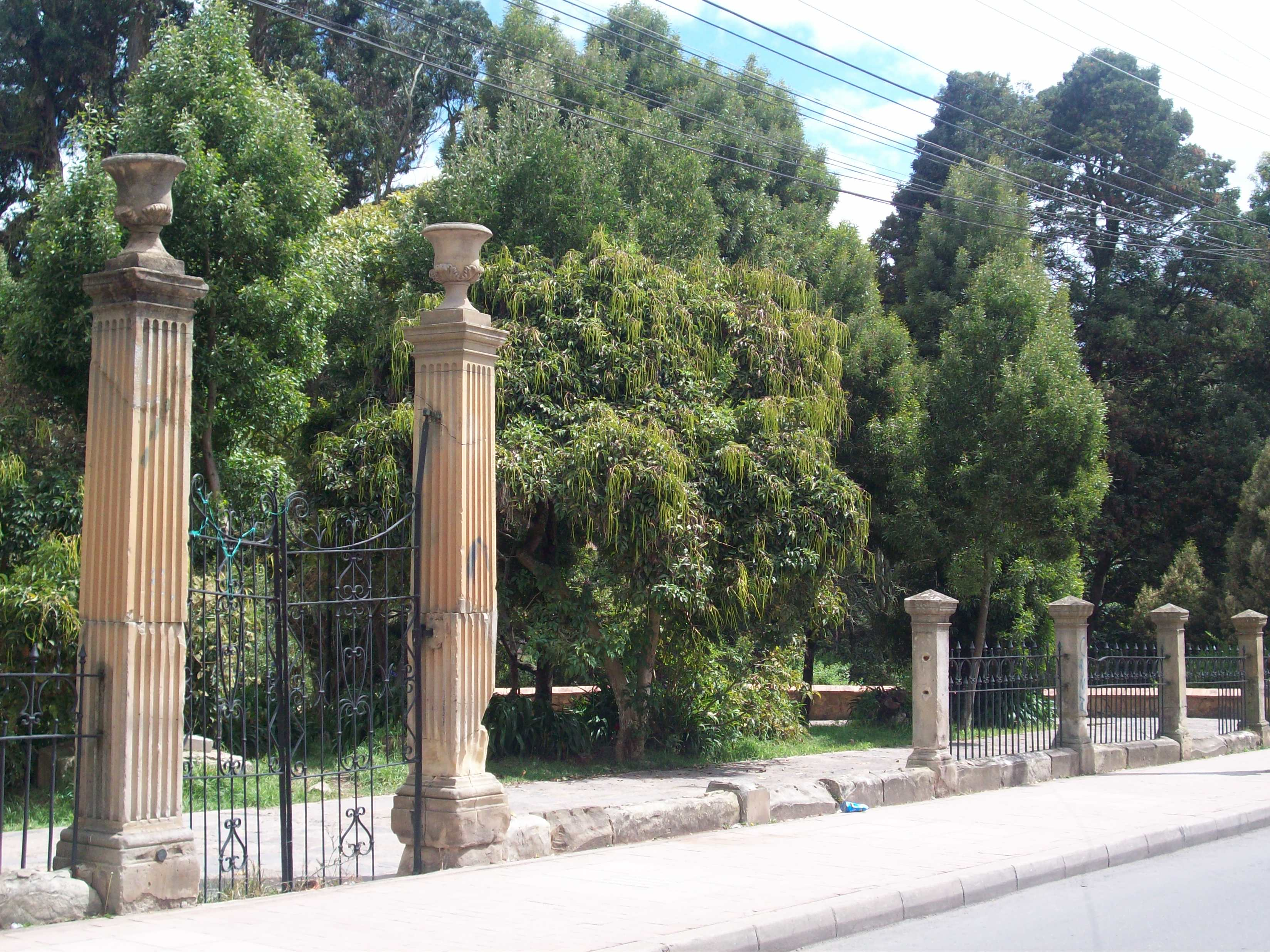
Pórtico occidental
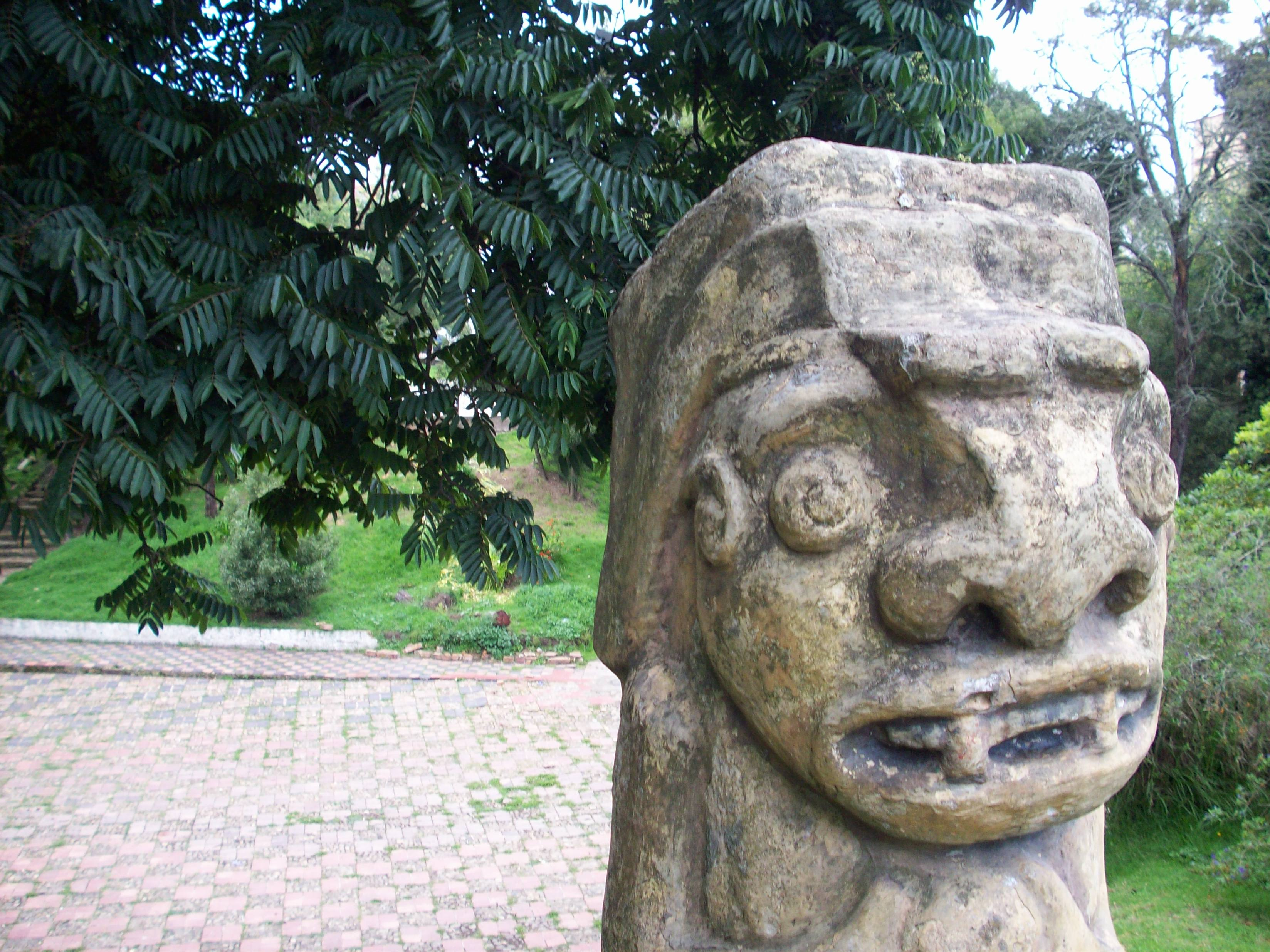
Monolíto prehispánico
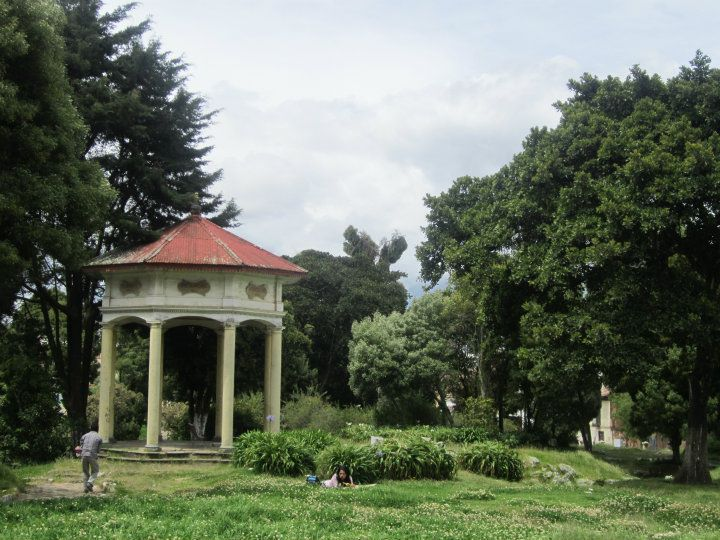
El antiguo Carrusel